# بیگ مک
بیگ مک (به انگلیسی: Big Mac) یک همبرگر است که در رستوران‌های بین‌المللی و زنجیره‌ای مک‌دونالد فروخته می‌شود. این همبرگر به عنوان نمادی برای مک‌دونالد مطرح می‌شود. شامل ۱٫۶ اونس (۴۵٫۴ گرم) گوشت، سس مخصوص مک، کاهو، پنیر آمریکایی، خیارشور و پیاز است که به همراه نان کنجدی سرو می‌شود.

## ارزش غذایی
| کشور                | انرژی               | کربوهیدرات     | پروتئین        | چربی (مجموع)   | فیبر رژیمی    | سدیم، نم                               | اندازه سرو (وزن) | منبع                                            |
| ------------------- | ------------------- | -------------- | -------------- | -------------- | ------------- | -------------------------------------- | ---------------- | ----------------------------------------------- |
| آرژانتین            | ۴۹۵ کیلوکالری       | ۴۲ گرم (۱۴٪)   | ۲۴ گرم (۳۲٪)   | ۲۶ گرم (۴۷٪)   | ۲٫۵ گرم (۱۰٪) | ۱۰۸۳ میلی‌گرم (۴۵٪)                     | ۲۰۲ گرم          | [ پیوند مرده ]                                  |
| استرالیا            | ۴۹۳ کیلوکالری       | ۳۵٫۱ گرم (۱۱٪) | ۲۵٫۱ گرم (۵۰٪) | ۲۶٫۹ گرم (۳۸٪) |               | ۹۵۸ میلی‌گرم (۴۲٪)                      |                  |                                                 |
| بلژیک               | ۴۹۵ کیلوکالری       | ۴۰ گرم (۱۵٪)   | ۲۷ گرم (۳۶٪)   | ۲۵ گرم (۳۷٪)   | ۳ گرم (۱۲٪)   | ۱‌۰۲۳‌ میلی‌گرم (۴۳٪), ۲۳۰۰ میلی‌گرم (۴۶٪) |                  |                                                 |
| برزیل               | ۵۰۴ کیلوکالری       | ۴۱ گرم (۱۴٪)   | ۲۵ گرم (۳۳٪)   | ۲۷ گرم (۴۹٪)   | ۳٫۵ گرم (۱۴٪) | ۱۰۲۳ میلی‌گرم (۴۳٪)                     |                  | [ پیوند مرده ]                                  |
| کانادا              | ۵۴۰ کیلوکالری       | ۴۴ گرم (۱۵٪)   | ۲۴ گرم         | ۲۹ گرم (۴۵٪)   | ۳ گرم (۱۲٪)   | ۱۰۲۰ میلی‌گرم (۴۳٪)                     | ۲۰۹ گرم          | [ پیوند مرده ]                                  |
| شیلی                | ۵۵۵ کیلوکالری       | ۵۷ گرم         | ۲۷ گرم         | ۲۸ گرم         |               | ۱۰۹۸ میلی‌گرم                           |                  | [ پیوند مرده ]                                  |
| کرواسی              | ۴۹۵ کیلوکالری       | ۴۰ گرم (۱۵٪)   | ۲۷ گرم (۳۶٪)   | ۲۵ گرم (۳۷٪)   | ۳ گرم (۱۲٪)   | ۲۳۰۰ میلی‌گرم (۴۶٪)                     | ۲۱۹ گرم          | [ پیوند مرده ]                                  |
| جمهوری چک           | ۴۹۵ کیلوکالری (۲۵٪) | ۴۰ گرم (۱۵٪)   | ۲۷ گرم (۳۶٪)   | ۲۵ گرم (۳۷٪)   | ۳ گرم (۱۲٪)   | ۲۳۰۰ میلی‌گرم (۴۶٪)                     | ۲۱۹ گرم          | [ پیوند مرده ]                                  |
| دانمارک             | ۴۹۷ کیلوکالری       | ۴۳ گرم         | ۲۷٫۱ گرم       | ۲۴٫۱ گرم       |               |                                        | ۲۱۹ گرم          | [ پیوند مرده ]                                  |
| مصر                 | ۵۲۲ کیلوکالری       |                | ۲۸٫۲۳۵ گرم     | ۲۵٫۹۱۱ گرم     |               |                                        |                  | بایگانی‌شده در ۴ مارس ۲۰۱۶ توسط Wayback Machine  |
| فنلاند              | ۴۹۵ کیلوکالری       | ۴۰ گرم         | ۲۷ گرم         | ۲۵ گرم         | ۳ گرم         | ۲۳۰۰ میلی‌گرم                           | ۲۱۹ گرم          | [ پیوند مرده ]                                  |
| فرانسه              | ۴۹۲ کیلوکالری       | ۳۸٫۹ گرم       | ۲۶٫۲ گرم       | ۲۵٫۸ گرم       | ۴٫۲ گرم       | ۹۰۰ میلی‌گرم, ۲۳۰۰ میلی‌گرم              |                  |                                                 |
| آلمان               | ۴۹۵ کیلوکالری       | ۴۰ گرم         | ۲۷ گرم         | ۲۵ گرم         | ۳ گرم         | ۲۳۰۰ میلی‌گرم                           | ۲۲۱ گرم          |                                                 |
| یونان               | ۴۹۰ کیلوکالری       | ۴۲٫۵ گرم       | ۲۷ گرم         | ۲۴ گرم         | ۵ گرم         | ۲۰۰۰ میلی‌گرم                           |                  | [ پیوند مرده ]                                  |
| هنگ کنگ             | ۵۱۰ کیلوکالری       | ۳۹ گرم         | ۲۵ گرم         | ۲۸ گرم         |               | ۸۷۰ میلی‌گرم                            |                  | [ پیوند مرده ]                                  |
| مجارستان            | ۴۹۵ کیلوکالری (۲۵٪) | ۴۰ گرم (۱۵٪)   | ۲۷ گرم (۳۶٪)   | ۲۵ گرم (۳۷٪)   | ۳ گرم (۱۲٪)   | ۲۳۰۰ میلی‌گرم (۴۶٪)                     |                  | [ پیوند مرده ]                                  |
| ایتالیا             | ۵۰۵ کیلوکالری       | ۴۳ گرم         | ۲۷ گرم         | ۲۵ گرم         | ۴ گرم         |                                        |                  | [ پیوند مرده ]                                  |
| ژاپن                | ۵۵۵ کیلوکالری       | ۴۵٫۴ گرم       | ۲۵٫۴ گرم       | ۳۰٫۲ گرم       | ۲ گرم         |                                        |                  |                                                 |
| مالزی               | ۴۸۴ کیلوکالری       | ۴۶ گرم         | ۲۶ گرم         | ۲۳ گرم         |               | ۷۳۰ میلی‌گرم                            | ۲۰۹ گرم          | [ پیوند مرده ]                                  |
| مکزیک               | ۶۰۰ کیلوکالری       | ۵۰ گرم         | ۲۵ گرم         | ۳۳ گرم         | ۴ گرم         | ۱۰۵۰ میلی‌گرم                           | ۲۱۹ گرم          | [ پیوند مرده ]                                  |
| هلند                | ۴۹۵ کیلوکالری       | ۴۰ گرم         | ۲۷ گرم         | ۲۵ گرم         | ۳ گرم         | ۲۳۰۰ میلی‌گرم                           |                  | [ پیوند مرده ]                                  |
| نیوزیلند            | ۴۹۱ کیلوکالری (۲۴٪) | ۳۵٫۸ گرم (۱۲٪) | ۲۶٫۳ گرم (۵۳٪) | ۲۶٫۰ گرم (۳۷٪) |               | ۱۰۸۰ میلی‌گرم (۴۷٪)                     | ۲۰۲ گرم          | [ پیوند مرده ]                                  |
| نروژ                | ۴۹۵ کیلوکالری (۲۵٪) | ۴۰ گرم (۱۵٪)   | ۲۷ گرم (۳۶٪)   | ۲۵ گرم (۳۷٪)   | ۳ گرم (۱۲٪)   | ۲۳۰۰ میلی‌گرم (۴۶٪)                     |                  | [ پیوند مرده ]                                  |
| لهستان              | ۴۹۵ کیلوکالری       | ۴۰ گرم         | ۲۷ گرم         | ۲۵ گرم         | ۳ گرم         | ۲۳۰۰ میلی‌گرم                           |                  |                                                 |
| رومانی              | ۴۹۵ کیلوکالری       | ۴۰ گرم         | ۲۷ گرم         | ۲۵ گرم         | ۳ گرم         | ۲۳۰۰ میلی‌گرم                           |                  | [ پیوند مرده ]                                  |
| روسیه               | ۴۹۵ کیلوکالری       | ۴۰ گرم         | ۲۷ گرم         | ۲۵ گرم         | ۳ گرم         |                                        |                  | [ پیوند مرده ]                                  |
| صربستان             | ۴۹۳ کیلوکالری (۲۵٪) | ۴۰ گرم (۱۵٪)   | ۲۷ گرم (۳۶٪)   | ۲۵ گرم (۳۷٪)   | ۳ گرم (۱۲٪)   | ۲۳۰۰ میلی‌گرم (۴۶٪)                     | ۲۱۹ گرم          | [ پیوند مرده ]                                  |
| آفریقای جنوبی       | ۵۵۹ کیلوکالری       | ۴۹٫۳ گرم       | ۲۷٫۷ گرم       | ۲۴٫۸۹ گرم      | ۴٫۶ گرم       | ۸۰۱٫۹۸ میلی‌گرم                         |                  | [ پیوند مرده ]                                  |
| کره جنوبی           | ۵۳۵ کیلوکالری       | ۴۶ گرم (۱۴٪)   | ۲۷ گرم (۴۵٪)   | ۲۹ گرم (۵۷٪)   |               | ۷۵۰ میلی‌گرم (۲۲٪)                      | ۲۱۹ گرم          | [ پیوند مرده ]                                  |
| سوئد                | ۵۰۰ کیلوکالری       | ۴۲ گرم         | ۲۶ گرم         | ۲۶ گرم         | ۳ گرم         | ۲۴۰۰ میلی‌گرم                           | ۲۱۹ گرم          | بایگانی‌شده در ۲۸ مارس ۲۰۱۲ توسط Wayback Machine |
| سوئیس               | ۴۹۵ کیلوکالری       | ۴۰ گرم         | ۲۷ گرم         | ۲۵ گرم         | ۳ گرم         | ۲۳۰۰ میلی‌گرم                           |                  | [ پیوند مرده ]                                  |
| ترکیه               | ۴۸۰ کیلوکالری       | ۴۳ گرم         | ۲۸ گرم         | ۲۲ گرم         |               | ۸۴۰میلی‌گرم                             |                  | [ پیوند مرده ]                                  |
| بریتانیا            | ۴۹۰ کیلوکالری (۲۵٪) | ۴۱ گرم (۱۵٪)   | ۲۸ گرم (۳۷٪)   | ۲۴ گرم (۳۶٪)   | ۴ گرم (۱۶٪)   | ۲۱۰۰ میلی‌گرم (۴۲٪)                     |                  | [ پیوند مرده ]                                  |
| ایالات متحده آمریکا | ۵۴۰ کیلوکالری (۲۷٪) | ۴۵ گرم (۱۵٪)   | ۲۵ گرم (۴۵٪)   | ۲۹ گرم (۴۵٪)   | ۳ گرم (۱۳٪)   | ۱۰۴۰ میلی‌گرم (۴۳٪)                     | ۲۱۴ گرم          | [ پیوند مرده ]                                  |